# John B. Haskin

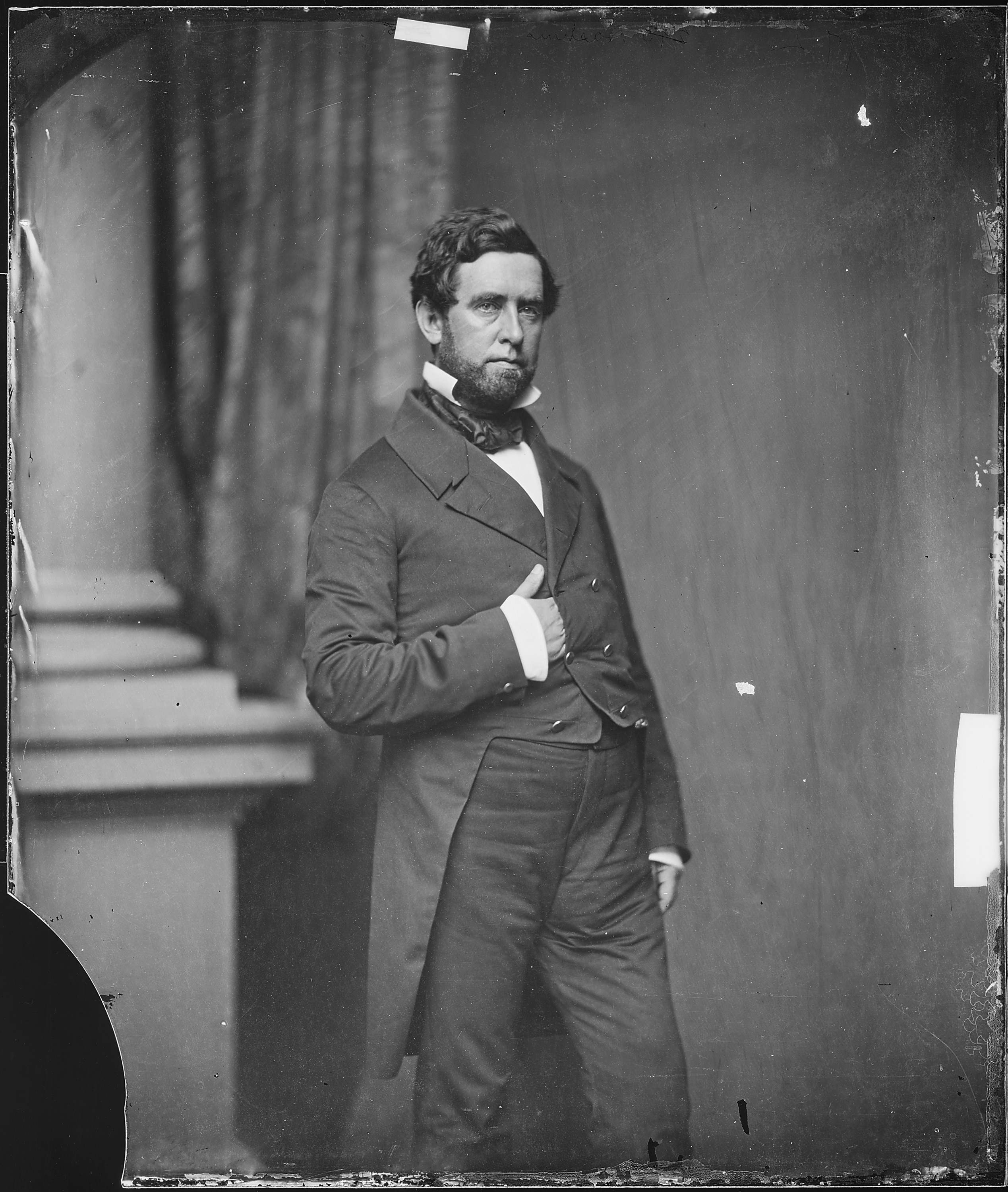
John B. Haskin

John Bussing Haskin (* 27. August 1821 in Fordham, New York; † 18. September 1895 in Friends Lake, New York) war ein US-amerikanischer Jurist und Politiker. Zwischen 1857 und 1859 vertrat er den Bundesstaat New York im US-Repräsentantenhaus.

## Werdegang
John Haskin wurde ungefähr sechseinhalb Jahre nach dem Ende des Britisch-Amerikanischen Krieges in Fordham (heute ein Teil von New York City) geboren und wuchs dort auf. In dieser Zeit besuchte er öffentliche Schulen. Er studierte Jura. Seine Zulassung als Anwalt erhielt er 1843 und begann dann 1845 in New York City zu praktizieren. 1847 wurde er Amtsrichter (civil justice) in New York City – eine Stellung, die er bis 1849 innehatte. Zwischen 1850 und 1853 war er als Town Supervisor in Fordham tätig und zwischen 1853 und 1856 als Corporation Attorney.
Politisch gehörte er der Demokratischen Partei an. Bei den Kongresswahlen des Jahres 1856 für den 35. Kongress wurde er im neunten Wahlbezirk von New York in das US-Repräsentantenhaus in Washington, D.C. gewählt, wo er am 4. März 1857 die Nachfolge von Bayard Clarke antrat. Im Jahr 1858 wurde er als Anti-Lecompton-Demokrat in den 36. Kongress gewählt. Er schied nach dem 3. März 1861 aus dem Kongress aus. Als Kongressabgeordneter hatte er den Vorsitz über das Committee on Expenditures im US Marineministerium (35. Kongress) und Committee on Public Expenditures (36. Kongress).
Nach seiner Kongresszeit nahm er wieder seine Tätigkeit als Anwalt auf. 1863 war er Town Supervisor in West Farms. Er verstarb am 18. September 1895 in Friends Lake und wurde dann auf dem Woodlawn Cemetery in New York City beigesetzt.